# Șaliivka, Skvîra
Șaliivka (în ucraineană Шаліївка) este localitatea de reședință a comunei Șaliivka din raionul Skvîra, regiunea Kiev, Ucraina.

## Demografie
Componența lingvistică a localității Șaliivka
     Ucraineană (96,33%)
     Rusă (2,1%)
Conform recensământului din 2001, majoritatea populației localității Șaliivka era vorbitoare de ucraineană (96,33%), existând în minoritate și vorbitori de rusă (2,1%) și armeană (1,57%).

## Legături externe
- pl Szalijówka, wieś nad Berezianką în Dicționarul geografic al Regatului Poloniei și al altor țări slave, volum XI (Sochaczew — Szlubowska Wola) 1890